# Rolf Birgersson-Hultkrantz
Rolf Bengt Birgersson-Hultkrantz, född 14 maj 1946 i Krylbo, är en svensk konstnär.
Birgersson-Hultkrantz studerade vid Konstfackskolan i Stockholm. Bland hans offentliga arbeten märks utsmyckningen för Sparbanken i Örebro.
Hans konst består av expressionistisk naivism i olja eller batik. Birgersson-Hultkrantz är representerad vid Örebro läns museum, Sundsvall kommun, Stockholm kommun, Halmstad kommun, Kumla kommun och Umeå kommun.